# Ghulam Raziq
Ghulam Raziq (ur. 11 listopada 1932 w Nathot w Pendżabie, zm. 24 czerwca 1989 w Rawalpindi) – pakistański lekkoatleta, płotkarz i sprinter, mistrz igrzysk Imperium Brytyjskiego i Wspólnoty Brytyjskiej, trzykrotny olimpijczyk.
Specjalizował się w biegu na 110 metrów przez płotki, ale z powodzeniem startował również w krótkich biegach sprinterskich.
Odpadł w półfinałach biegu na 110 metrów przez płotki i sztafety 4 × 100 metrów oraz w eliminacjach biegu na 100 metrów na igrzyskach olimpijskich w 1956 w Melbourne. Zwyciężył w biegu na 110 metrów przez płotki oraz zdobył brązowy medal w sztafecie 4 × 100 metrów na igrzyskach azjatyckich w 1958 w Tokio.
Zdobył brązowy medal w biegu na 120 jardów przez płotki (przegrywając jedynie z Keithem Gardnerem z Jamajki i Jacobusem Swartem ze Związku Południowej Afryki, a także odpadł w eliminacjach biegu na 100 jardów na igrzyskach Imperium Brytyjskiego i Wspólnoty Brytyjskiej w 1958 w Cardiff. Na igrzyskach olimpijskich w 1960 w Rzymie odpadł w półfinałach biegu na 110 metrów przez płotki i sztafety 4 × 100 metrów. Zdobył srebrny medal w biegu na 110 metrów przez płotki na igrzyskach azjatyckich w 1962 w Dżakarcie.
Zwyciężył w biegu na 120 jardów przez płotki, wyprzedzając Dave’a Prince’a z Australii i Lauriego Taitta z Anglii na igrzyskach Imperium Brytyjskiego i Wspólnoty Brytyjskiej w 1962 w Perth. Odpadł w eliminacjach biegu na 110 metrów przez płotki na igrzyskach olimpijskich w 1964 w Tokio. Zdobył brązowy medal w biegu na 120 jardów przez płotki na igrzyskach Imperium Brytyjskiego i Wspólnoty Brytyjskiej w 1966 w Kingston, za Anglikami Davidem Hemerym i Mikiem Parkerem. Zwyciężył w biegu na 110 metrów przez płotki na igrzyskach azjatyckich w 1966 w Bangkoku.
Rekord życiowy Raziqa w biegu na 110 metrów przez płotki wynosił 13,9 s (grudzień 1963 w Rawalpindi, a w biegu na 100 metrów 10,5 s (1958).